# Mitología hitita

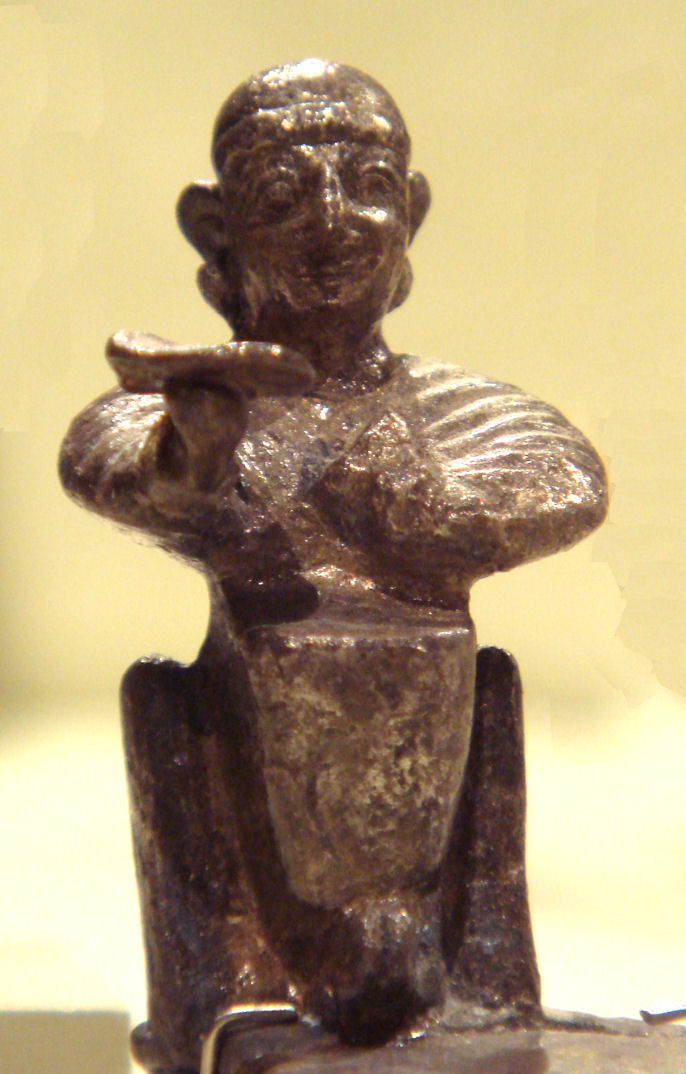
Divinidad sentada, Imperio hitita tardío. Anatolia. Museo Metropolitano de Arte.

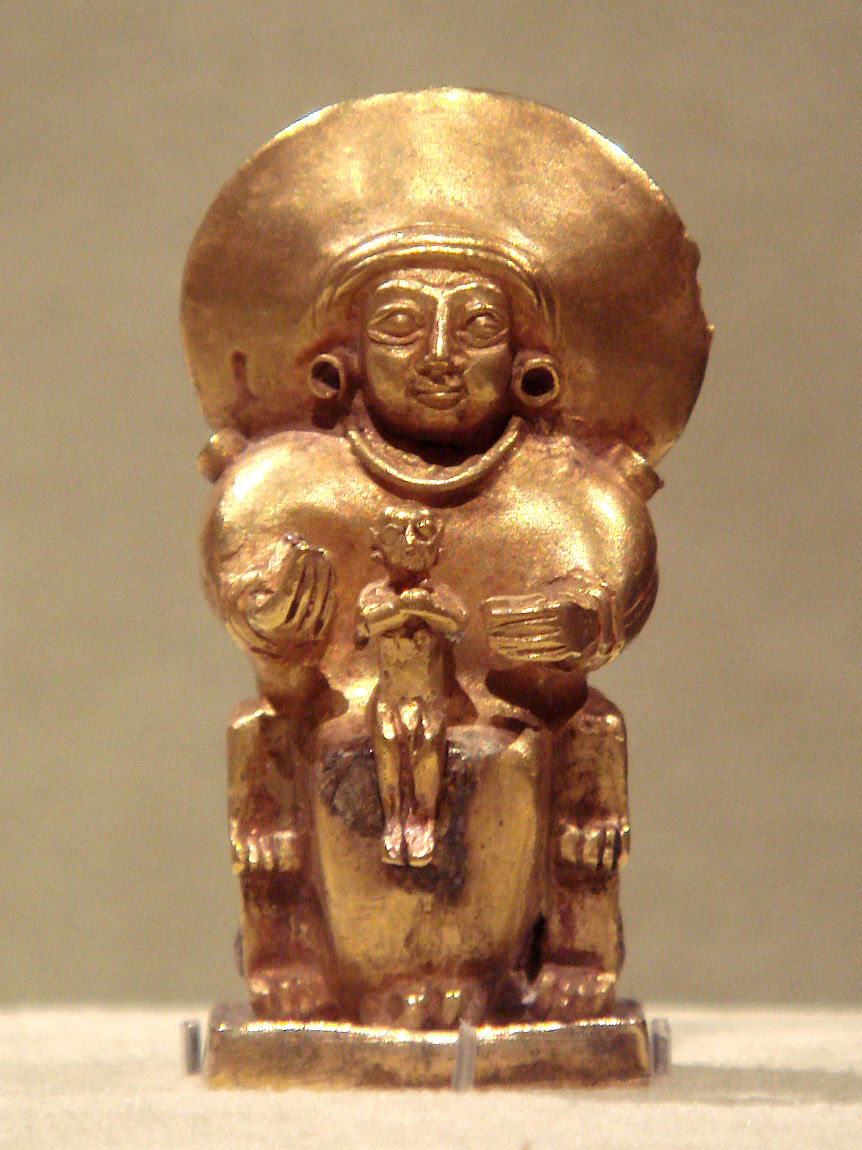
Diosa hitita con niño. Anatolia. siglos XV - XIII a. C. Museo Metropolitano de Arte.

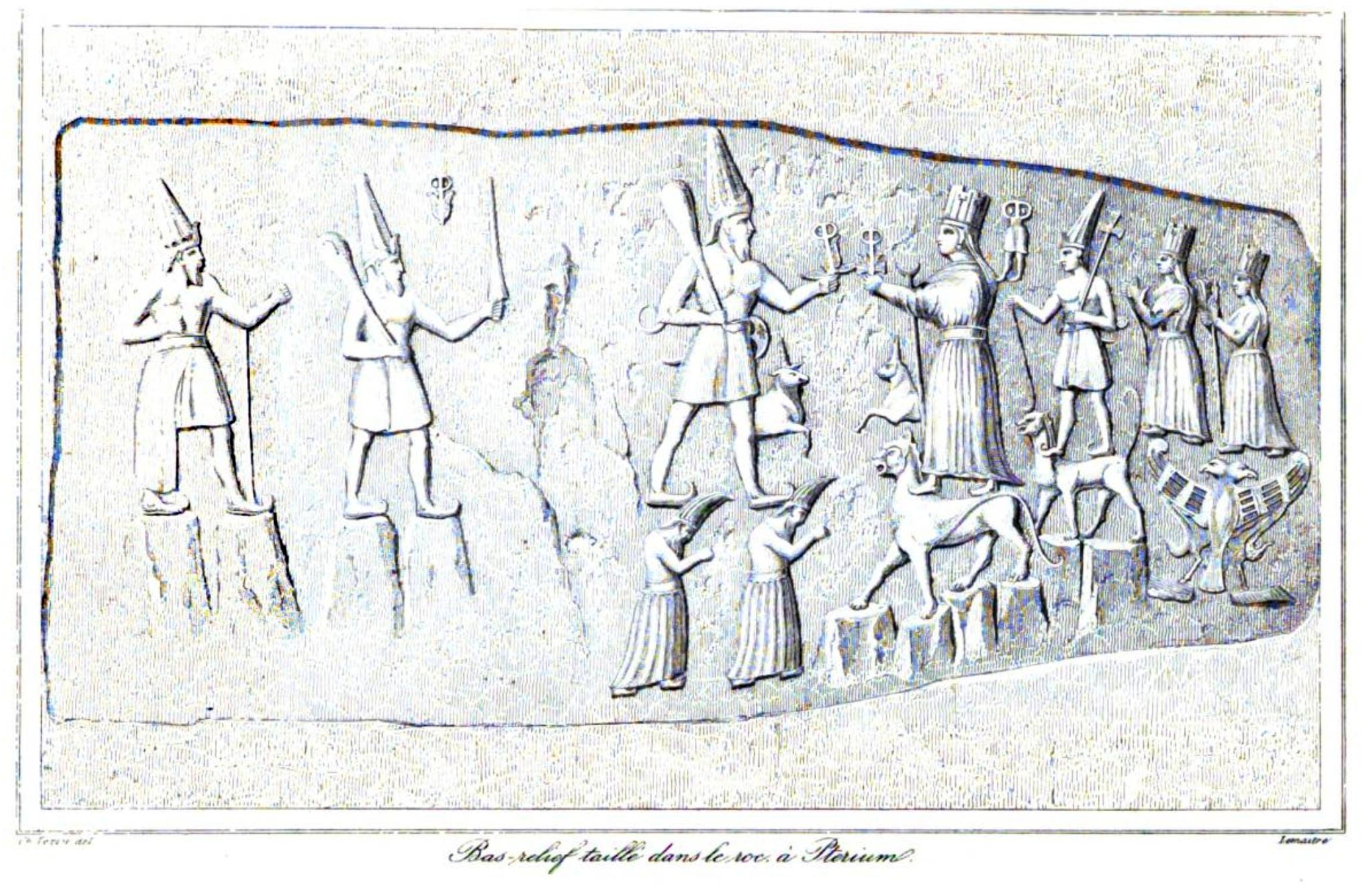
Teššup en Yazılıkaya
De Charles Texier (1834).

La mitología de los hititas y luvitas está fuertemente influenciada por la religión de los hattis, hurritas y babilonios y conserva elementos notables de la religión protoindoeuropea. Los hititas asumieron numerosas deidades y mitos de todos ellos y su panteón era conocido como "el de los mil dioses".
La religión y mitología hitita estuvo constantemente sujeta a cambios y se desarrolló rápidamente. Así durante el Imperio Antiguo (1600-1450 a. C.) fueron absorbidos los rituales y deidades hattis y con las conquistas en Cilicia, Siria y Mesopotamia llevaron cultos y deidades extranjeras a Hattusa. Las deidades principales fueron entonces el dios de la tempestad, Tarhun, la diosa solar de Arinna, Mezulla y el dios agrario Telepinu. Durante el Imperio Medio (1450-1350 a. C.) absorbieron los cultos y deidades hurritas, y su Panteón se extendió en múltiples deidades de diferentes etnias, de forma tal que se hablaba de "los mil dioses de las tierras de Hatti".
Durante el Imperio Nuevo (1350-1180 a. C.), el panteón estatal oficial fue fuertemente hurritizado como puede verse ilustrado en la ceremonia de dioses de Yazılıkaya. La pareja principal se refiere al nombre hurrita Teššup y Ḫepat, y de su unión, sus hijos la diosa Šauška y el dios Šarruma.
Alrededor del 1180 a. C., el imperio hitita se desintegró en muchas pequeñas ciudades-estados donde convivieron antiguos cultos hititas y luvitas, hasta la antigüedad temprana.

## Relatos de la mitología hitita
La mayoría de los relatos que incorporan mitología hitita se han perdido, y se carece de los elementos que podrían dar una visión equilibrada de la "religión hitita" entre las tablillas recuperadas en la capital hitita Hattusa y otros lugares hititas: "no hay escrituras canónicas, ni disquisiciones teológicas ni discursos, tampoco ayudas para la devoción privada". Algunos documentos religiosos forman parte del corpus con que fueron entrenados jóvenes escribas y han sobrevivido, datando la mayoría de ellos de las últimas décadas históricas, antes de que los lugares fueran quemados. Los escribas de la administración real, algunos de cuyos archivos han sobrevivido, formaban parte de una burocracia, encargada de organizar y mantener las responsabilidades reales en áreas, que hoy día, se considerarían parte de la religión: organización del templo, administración del culto o informes adivinatorios. Todo esto ha conformado el cuerpo principal de los textos que se han podido recuperar.
La comprensión de la mitología hitita ha dependido de las lecturas de determinadas tallas de piedra que han sobrevivido, el desciframiento de la iconología representada en sellos de piedra o de la interpretando de las plantas de los templos. Además, se han conservado unas cuantas imágenes de deidades pues, a menudo, los hititas adoraban a sus dioses a través de piedras Huwasi, que representaban deidades y eran tratadas como objetos sagrados. Los dioses eran representados a menudo de pie sobre el lomo de sus respectivos animales, o bien han podido ser identificados por su forma animal.

## Dioses principales
Tarhun figura en el panteón hitita junto a la diosa solar de Arinna (también conocida como Arinniti), una deidad central cuyo culto se remonta a periodos preindoeuropeos. Ambos eran venerados en el principal templo de Hattusa, que contaba con cellas gemelas, lo que sugiere una dualidad teológica o ritual en el centro del sistema religioso hitita. Algunos estudios han propuesto que la asociación entre ambos refleja procesos de sincretismo entre cultos más antiguos centrados en deidades femeninas solares y la posterior integración de figuras masculinas celestes tras las migraciones indoeuropeas.
Los hititas que se refieren a sus propios "mil dioses", aparecen en un número asombroso de inscripciones, pero de muchos, sólo son conocidos sus nombres en la actualidad. Esta multiplicidad se ha atribuido a una resistencia hitita a la sincretización: "muchas ciudades hititas mantuvieron dioses de la tormenta individuales, y no quisieron identificar a las deidades locales como manifestaciones de una única figura nacional", observó Gary Beckman. La multiplicidad es, sin duda, un hecho de localización sociopolítico dentro del Imperio hitita y no es fácil de reconstruir. Por ejemplo, el centro de culto de Nerik en la Edad de Bronce, al norte de la capital Hattusa y de Sapinuwa, era un lugar sagrado de los hititas dedicado a un dios local de la tormenta que era hijo de Wurusemu, diosa solar de Arinna y fue propiciado desde Hattusa:

"Puesto que los kaskas han tomado la tierra de Nerik por sí mismos, estamos constantemente enviando material para los rituales del dios de la tormenta en Nerik y para los dioses de Nerik desde Hattusa en la ciudad de Ḫakmišša, (es decir) gruesos panes, libaciones, bueyes y ovejas."
Oración.

 El dios del tiempo atmosférico fue identificado allí con el monte Zaliyanu, cerca de Nerik, responsable de la asignación de la lluvia en las tierras de cultivo de la ciudad.
Entre la multitud de dioses, unos pocos se destacan como algo más que locales: Tarhun tuvo un hijo, Telepinu y una hija, Inara. Inara es una deidad protectora (dLAMMA) involucrada en la fiesta de la primavera y del Año Nuevo, Purulli. Ishara es una diosa del juramento, y una lista de tratados y testigos divinos parece representar el panteón hitita más claramente, aunque algunos dioses bien atestiguados han desaparecido inexplicablemente.
La ciudad de Arinna, a un día de marcha desde Hattusa, fue quizás el centro de culto principal de los hititas, y desde luego de su más importante diosa del sol, conocido como dUTU URUArinna "diosa solar de Arinna". Durante el siglo XIII a. C. aparecen en las inscripciones algunos gestos explícitos hacia el sincretismo. Puduhepa, reina y sacerdotisa, trabajó en la organización y la racionalización de la religión de su pueblo. En una inscripción invoca:

"Diosa solar de Arinna, mi señora, ¡eres la reina de todas las tierras!. En la tierra de Hatti has tomado el nombre de diosa solar de Arinna, pero con respecto a la tierra que hiciste de cedros, has asumido el nombre de Hebat.""

Kumarbi es el padre de Tarhun y su papel en la Canción de Kumarbi recuerda al de Cronos en la Teogonía de Hesíodo. Ullikummi es un monstruo de piedra engendrado por Kumarbi, que recuerda al Tifón de Hesíodo.
El dios luvita del tiempo y el relámpago Pihassassa pueden estar en el origen del griego Pegaso. Las representaciones de animales híbridos (como hipogrifos, quimeras etc.) son típicos del arte de Anatolia de este período. En el mito de Telepinu, la desaparición de este dios de la agricultura y la fertilidad provoca que toda la fertilidad se desvanezca, tanto en vegetales como en animales. El resultado es la devastación y desesperación entre los dioses y los seres humanos por igual. Con el fin de detener este caos y devastación, los dioses buscan a Telepinu pero no lo encuentran. Sólo una abeja enviada por la diosa Hannahanna encuentra a Telepinu, dormido en el bosque y le pica con su aguijón para despertarlo. Sin embargo, esto enfurece a Telepinu y "desvía el curso de los ríos y destruye las casas". Al final, la diosa Kamrušepa utiliza la sanación y la magia para calmar a Telepinu, después de lo cual, vuelve a su casa y restaura la vegetación y la fertilidad. En otras referencias, es un sacerdote mortal el que ora por todos para que la ira de Telepinu sea enviada a recipientes de bronce en el inframundo, del que nada escapa.
Otros dioses importantes eran Aserdus (diosa de la fertilidad), su marido Elkunirsa (creador del universo) y Sausga (equivalente hitita de Ishtar).

## Rituales
Los hititas se caracterizaron por su ritualismo más estricto. La figura liminal que media entre los mundos íntimamente conectados de los dioses y la humanidad era el rey y sacerdote. El rey también actuaba como sumo sacerdote. En un ritual que data de la época del Imperio Antiguo hitita:

"Los dioses, el dios del sol y el dios de la tormenta, me han confiado, el rey, la tierra y mi casa, para que yo, el rey, proteja a mi tierra, a mi familia y a mí mismo."

Así, las guerras son interrumpidas a menudo para realizar ceremonias religiosas en casa. Una derrota militar se atribuía a la ira de un dios. En días de fiesta y en ciertas situaciones de emergencia se presentaban mitos específicos, como el de Illujanka en los días de Año Nuevo o el de Telepinu en época de sequía.